# ヤシ亜綱
ヤシ亜綱 (Arecidae) は被子植物の単子葉植物を構成する分類群の1つで、ヤシ科を含む亜綱である。クロンキスト体系などで使われる。含まれる目は分類体系によって異なる。

## 分類

### クロンキスト体系
クロンキスト体系では4目を含める。
- 被子植物門 Magnoliophyta
  - 単子葉植物綱 Liliopsida
    - ヤシ亜綱 Arecaceae
      - ヤシ目 Arecidae
      - パナマソウ目 Cyclanthales
      - タコノキ目 Pandanales
      - サトイモ目 Arales

### タハタジャンの体系
タハタジャンの提唱した体系でもヤシ亜綱を認めている。
ヤシ科のみから作られる単型の亜綱である。
- 単子葉植物綱 Liliopsida
  - ヤシ亜綱 Arecidae
    - ヤシ目 Arecales
      - ヤシ科 Arecaceae

### 他の分類体系
新エングラー体系では単子葉植物綱に亜綱を立てていないので、ヤシ亜綱の名前は存在しない。ヤシ目はヤシ科のみの単型の目になっている。
APG植物分類体系では綱や亜綱の分類階級を認めていないので、ヤシ亜綱の名前は使われない。ヤシ目は単子葉類 (monocots) のツユクサ類 (commelinids) に属している。